# Paul Leo Butzer
Paul Leo Butzer (Mülheim an der Ruhr, 15 de abril de 1928) é um matemático alemão, que trabalha com análise matemática (teoria da aproximação, análise harmônica).

## Formação e carreira
Butzer é filho de um engenheiro, e sua mãe estudou matemática na RWTH Aachen. Como adversários dos nazistas seus pais abandonaram a Alemanha com os filhos em 1937 e foram para a Inglaterra. Na Segunda Guerra Mundial seguiram para o Canadá, onde frequentou a escola em Montreal e foi para o Loyola College (mais tarde a Universidade Concórdia) estudar matemática, onde obteve o bacharelado em 1948. Estudou depois na Universidade de Toronto, onde foi dentre outros aluno de Harold Scott MacDonald Coxeter e William Thomas Tutte, obtendo um doutorado em 1951, orientado por George Gunter Lorentz, com a tese On Bernstein Polynomials. Em 1952 foi lecturer e depois professor assistente na Universidade McGill. Em 1955/1956 morou em Paris e depois em Mainz. Decidiu permanecer na Alemanha, obtendo uma habilitação na Universidade de Freiburg, lecionou em Würzburg e a partir de 1958 na RWTH Aachen. Lá obteve em 1962 uma cátedra (na mesma época lhe foi ofertada uma cátedra em Groningen). Em 1963 começou a organizar conferências internacionais sobre teoria da aproximação no Instituto de Pesquisas Matemáticas de Oberwolfach (mais tarde com Béla Szőkefalvi-Nagy.
Envolveu-se também com história da matemática (em especial em conexão com Aachen), por exemplo Johann Peter Gustav Lejeune Dirichlet, Eduard Helly, Eugène Charles Catalan, Pafnuti Tchebychev, Charles-Jean de La Vallée Poussin, história das splines, Otto Blumenthal, matemática na dinastia carolíngia e Elwin Bruno Christoffel (sobre quem editou um livro).
Irmão de Karl Wilhelm Butzer.

## Obras
- com Hubert Berens: Semi-groups of Operators and Approximation, Grundlehren der mathematischen Wissenschaften, Springer Verlag 1967
- com Hermann Schulte: Ein Operatorenkalkül zur Lösung gewöhnlicher und partieller Differenzengleichungssysteme von Funktionen diskreter Veränderlicher und seine Anwendungen, Köln, Opladen, Westdeutscher Verlag 1965
- com Rolf Joachim Nessel Fourier Analysis and Approximation, Academic Press, Vol. 1 (One-dimensional Theory), 1971
- com Walter Trebels: Hilberttransformation, gebrochene Integration und Differentiation, Köln, Opladen, Westdeutscher Verlag 1968
- com Karl Scherer: Approximationsprozesse und Intepolationsmethoden, BI Hochschultaschenbuch, Mannheim 1968
- com W. Oberdörster: Darstellungssätze für beschränkte lineare Funktionale im Zusammenhang mit Hausdorff-, Stieltjes- und Hamburger-Momentenproblemen, Opladen, Westdeutscher Verlag 1975
- Ed. com Dietrich Lohrmann: Science in Western and Eastern Civilization in Carolingian Times, Birkhäuser 1993
- Ed. com Walter Oberschelp, Max Kerner: Karl der Grosse und sein Nachwirken: 1200 Jahre Kultur und Wissenschaft in Europa, 2 Volumes, Turnhout: Brepols 1997/98
- Mathematics in west and east from the fifth to tenth centuries: an overview, in: P. L. Butzer, Dietrich Lohrmann (Hrsg.), Science in Western and Eastern civilization in Carolingian times, Basel 1993, p. 443–481
- com Karl W. Butzer: Mathematics at Charlemagne's court and its transmission, in: Catherine Cubitt (Hrsg.), Court culture in the early middle ages, Turnhout 2003, p. 77–89
- Die Mathematiker des Aachen-Lütticher Raumes von der karolingischen bis zur spätottonischen Epoche, in: Annalen des Historischen Vereins für den Niederrhein, Volume 178, 1976, p. 7–30
- Ed. com F. Féher: E. B. Christoffel, the influence of his work on mathematics and the physical sciences, Birkhäuser 1981
- com Francois Jongmans: P. L. Chebyshev (1821–1894): a guide to his life and work, Lehrstuhl für Mathematik A, RWTH Aachen, 1998
- Dirichlet and his role in the founding of mathematical physics, Lehrstuhl A für Mathematik, RWTH Aachen 1983